# Inflación taxonómica
La inflación taxonómica es un término para describir un aumento excesivo de taxones reconocidos, no por descubrimiento, sino por como son definidos. Se eleva el número de especies al existir pequeñas diferencias o algunas subespecies se convierten en especies. A menudo se afirma que la inflación taxonómica ocurre por razones de conservación. Puede ser difícil defender la protección de una población aislada e inusual de una especie común y extendida, pero es mucho más fácil hacerlo si esa población se reconoce como una subespecie o especie rara.
Se le considera un problema biológico a la inflación taxonómica, ya que se encuentran nuevas especies que se mantenían ocultas pero por expediciones y deforestaciones inevitablemente se descubren. Algunos investigadores como Ian Tattersall y Anne D. Yoder, rechazaron el aumento elevado de las especies de lémures descritas en Lemurs of Madagascar.